# Dharma Gunawi
Dharma Gunawi (* 9. Februar 1971) ist ein indonesischer Badmintonspieler, der später in Deutschland startete.

## Karriere
Dharma Gunawi siegte 1996 bei den French Open im Herrendoppel mit Michael Keck. 1996 belegte er mit Rang 3 mit dem Team des FC Langenfeld auch seine beste Platzierung in der Bundesliga. Weitere Bundesliga-Einsätze folgten unter anderem für die Bottroper BG und den SC Union 08 Lüdinghausen.

## Sportliche Erfolge
| Saison | Veranstaltung      | Disziplin    | Platz | Name                                  |
| ------ | ------------------ | ------------ | ----- | ------------------------------------- |
| 1996   | Bundesliga         | Team         | 3     | FC Langenfeld                         |
| 1996   | French Open        | Herrendoppel | 1     | Michael Keck / Dharma Gunawi          |
| 1996   | Hamburg Cup        | Herrendoppel | 1     | Yoseph Phoa / Dharma Gunawi           |
| 1997   | Hamburg Cup        | Herrendoppel | 1     | Yoseph Phoa / Dharma Gunawi           |
| 1997   | Bundesliga         | Team         | 8     | Bottroper BG                          |
| 2005   | Bundesliga         | Team         | 5     | SC Union 08 Lüdinghausen              |
| 2006   | Bundesliga         | Team         | 6     | SC Union 08 Lüdinghausen              |
| 2011   | Strasbourg Masters | Herrendoppel | 2     | Matthieu Lo Ying Ping / Dharma Gunawi |